# Loch Lomond (Band)
Loch Lomond ist eine amerikanische Folk Music Band aus Portland, Oregon.
Ursprünglich wurde Loch Lomond 2003 als Solo-Projekt des Musikers Ritchie Young gegründet. Mit Hilfe des Produzenten Rob Oberdorder nahm Young das erste When We Were Mountains auf, das beim Label In Music We Trust Records veröffentlicht wurde.
In den ersten Jahren tourte Loch Lomond hauptsächlich durch Oregon und den Pazifischen Nordwesten der USA. Die Besetzung variierte in dieser Zeit zwischen Solo-Auftritten von Young und dem Zusammenspiel mit verschiedenen Gastmusikern.
In dieser Zeit entstanden auch zahlreiche Studioaufnahmen, von denen im Frühjahr 2006 ein Best-Of auf dem Album Lament for Children veröffentlicht wurde. Ende 2006 konstituierte sich Loch Lomond schließlich in der heutigen Besetzung. 2007 entstand das Album „Paper the Walls“. 2008 war Loch Lomond mit der amerikanischen Folk-Rock Gruppe The Decemberists auf Tour. 2009 wurden die Alben Trumpets For Paper Children und Night Bats veröffentlicht.

## Trivia
Größere Bekanntheit erlangte das Lied Wax and Wire durch die Verwendung im 2010 erschienenen Videoclip „Way Back Home“ des Schottischen Bike-Trial-Profis Danny MacAskill, der auf Youtube mehr als 30 Millionen Mal aufgerufen wurde.

## Diskografie

### Alben
- When We Were Mountains, In Music We Trust Records, 2004
- Lament for Children, Hush Records, 2006
- Paper The Walls, Hush Records, 2007
- Little Me Will Start A Storm, Tender Loving Empire, 2011
- White Dresses, 2012
- Dresses, 2013
- Pens From Spain, 2016

### EPs
- Trumpets For Paper Children, Hush Records, 2009
- Night Bats, Hush Records, 2009
- White Dresses EP, Chemical Underground 2012

### Singles
- Blue Lead Fences, 2009
- Wax and wire, 2010